# Поповка (Артюшинский сельсовет)
Поповка — местечко в Белозерском районе Вологодской области.
Входит в состав Артюшинского сельского поселения, с точки зрения административно-территориального деления — в Артюшинский сельсовет.
Расстояние по автодороге до районного центра Белозерска составляет 31 км, до центра муниципального образования села Артюшино — 9 км. Ближайшие населённые пункты — Верхняя Мондома, Дресвянка, Емельяновская.
Население по данным переписи 2002 года — 2 человека.